# Хот Спрингс (Северна Каролина)
Хот Спрингс (енгл. Hot Springs) град је у америчкој савезној држави Северна Каролина.

## Демографија
По попису из 2010. године број становника је 560, што је 85 (-13,2%) становника мање него 2000. године.
| Група             | 2000.       | 2010.       |
| Белци             | 633 (98,1%) | 540 (96,4%) |
| Афроамериканци    | 3 (0,5%)    | 1 (0,2%)    |
| Азијати           | 3 (0,5%)    | 0 (0,0%)    |
| Хиспаноамериканци | 2 (0,3%)    | 13 (2,3%)   |
| Укупно            | 645         | 560         |